# محمد علی عموزاد
محمدعلی عموزاد خلیلی متولد ۲۶ تیر ۱۳۸۱ یک کشتی‌گیر ایرانی زادهٔ خلیل‌شهر استان مازندران است. وی برادر دوقلوی رحمان عموزاد و برادر کوچکتر فرزاد عموزاد است.
محمد علی همچون برادرش موفق شده دو بندهٔ ملی جوانان و بزرگسالان ایران را بر تن کند.